# Münstersche Bischofschroniken
Münstersche Bischofschroniken heißen eine Reihe von spätmittelalterlichen und frühneuzeitlichen Geschichtswerken aus dem Bistum Münster.
Die früheste Bischofschronik für Münster ist die des spätmittelalterlichen münsterischen Bischofs Florenz von Wevelinghoven (1364–1379). Florenz, geboren als jüngster von drei Söhnen in der damaligen Herrschaft Wevelinghoven an der Erft, hat die lateinische Chronik, wie er in der Vorrede schreibt, als Bischof von Münster anfertigen lassen. Sie muss daher vor seiner Versetzung nach Utrecht 1379 entstanden sein, wenn auch die erhaltenen Abschriften aus dem 17. Jahrhundert und später – das Original fehlt – uns über den Schluss der Chronik im Unklaren lassen. Der historiografische Text ist ein Bischofskatalog, der das Leben der Bischöfe von Münster in „Biografien“ vorstellt. Jeder dieser „Biografien“ sind am Schluss (zumeist) zwei Verse über den entsprechenden Prälaten beigefügt. Aus welchen Quellen die Chronik dabei geschöpft hat, ist meistens kaum noch nachzuvollziehen. Die chronologische Anordnung der historischen Ereignisse ist noch bis ins 14. Jahrhundert fehlerhaft und wird durch Wundergeschichten und Sagen ergänzt. Das gilt auch für die „Biografie“ des ersten Bischofs Liudger (†809), bei der vieles aus der Vita Liudgeri von Bischof Altfried übernommen wurde. Die Chronik des Florenz von Wevelinghoven wurde dann bis zum Jahr 1424 fortgesetzt. Eine niederdeutsche Chronik ist eine Umarbeitung dieser Bischofsgeschichte, die auch die Fortsetzung bis 1424 mit berücksichtigte. 
Melchior Röchell († 7. Dezember 1606) war Domkantor in Münster und verfasste auf Deutsch eine umfangreiche münsterische Chronik – der Folioband enthält 681 nummerierte Papierblätter –, die ab 1553 selbständig erarbeitet ist. Röchell ergänzte die älteren, mittelalterlichen Überlieferungen. Von Melchior Röchell ist z. B. die Gänselegende des heiligen Liudger von der Erft ins Münsterland verpflanzt worden.
Der Chronist Lambert Friedrich Corfey (* 11. Oktober 1668; † 18. Februar 1733) war „Curkölnischer und fürstlich Münsterischer General-Major, Chef und Kommandant der Artillerie“ sowie Ingenieur, u. a. bei der Belagerung und Eroberung Belgrads (1688), und Leiter bei den Arbeiten zur Anlage des Max-Clemens-Kanals bei Münster (1724). In der von ihm erbauten Münsteraner Dominikanerkirche ist er nach seinem Tod beigesetzt worden. Corfey hat in seiner Zeit in Münster das „Chronicon Monasteriense“ verfasst, vollständig: „Chronicon Monasteriense mit vielen chronologischen annotationibus, wappen, genealogien, müntzen, elogiis, epitaphiis etc. mit sonderbaren fleiss aus vielen authoribus und manuscriptis colligirt durch L.F.C.“